# Pallacanestro maschile ai XII Giochi panamericani
Il Campionato maschile di pallacanestro ai XII Giochi panamericani si è svolto dal 19 al 25 marzo 1995 a Mar del Plata, in Argentina, durante i XII Giochi panamericani. La vittoria finale è andata alla nazionale argentina.

## Squadre partecipanti
- Argentina
- Brasile
- Messico
- Porto Rico
- Stati Uniti
- Uruguay

## Prima fase

### Girone di qualificazione
| Squadra     | G | V | P | PF  | PS  | DP   |
| ----------- | - | - | - | --- | --- | ---- |
| Argentina   | 5 | 5 | 0 | 423 | 389 | +34  |
| Brasile     | 5 | 4 | 1 | 510 | 439 | +71  |
| Stati Uniti | 5 | 3 | 2 | 470 | 423 | +47  |
| Uruguay     | 5 | 2 | 3 | 453 | 448 | +5   |
| Porto Rico  | 5 | 1 | 4 | 425 | 473 | -48  |
| Messico     | 5 | 0 | 5 | 399 | 508 | -109 |

### Risultati
| Mar del Plata 19 marzo 1995                      | Argentina | 68 – 67   | Stati Uniti | Polideportivo Islas Malvinas (8.000 spett.) |
| \| \| \| \| \| Espil 27 \| Punti \| 14 Thomas \| |           |           |             |                                             |
|                                                  |           |           |             |                                             |
| Espil 27                                         | Punti     | 14 Thomas |             |                                             |

| Mar del Plata 19 marzo 1995 | Brasile | 102 – 88 | Porto Rico | Polideportivo Islas Malvinas |

| Mar del Plata 19 marzo 1995 | Uruguay | 92 – 78 | Messico | Polideportivo Islas Malvinas |

| Mar del Plata 20 marzo 1995 | Porto Rico | 97 – 86 | Messico | Polideportivo Islas Malvinas |

| Mar del Plata 20 marzo 1995          | Brasile | 101 – 98 | Stati Uniti | Polideportivo Islas Malvinas |
| \| \| \| \| \| \| Punti \| 22 Gay \| |         |          |             |                              |
|                                      |         |          |             |                              |
|                                      | Punti   | 22 Gay   |             |                              |

| Mar del Plata 20 marzo 1995 | Argentina | 83 – 81 | Uruguay | Polideportivo Islas Malvinas |

| Mar del Plata 21 marzo 1995             | Stati Uniti | 97 – 78 | Porto Rico | Polideportivo Islas Malvinas |
| \| \| \| \| \| Thomas 22 \| Punti \| \| |             |         |            |                              |
|                                         |             |         |            |                              |
| Thomas 22                               | Punti       |         |            |                              |

| Mar del Plata 21 marzo 1995 | Brasile | 107 – 83 | Uruguay | Polideportivo Islas Malvinas |

| Mar del Plata 21 marzo 1995 | Argentina | 90 – 80 | Messico | Polideportivo Islas Malvinas |

| Mar del Plata 22 marzo 1995 | Argentina | 87 – 86 | Porto Rico | Polideportivo Islas Malvinas |

| Mar del Plata 22 marzo 1995            | Stati Uniti | 104 – 96 (d.1t.s.) | Uruguay | Polideportivo Islas Malvinas |
| \| \| \| \| \| White 23 \| Punti \| \| |             |                    |         |                              |
|                                        |             |                    |         |                              |
| White 23                               | Punti       |                    |         |                              |

| Mar del Plata 22 marzo 1995 | Brasile | 125 – 75 | Messico | Polideportivo Islas Malvinas |

| Mar del Plata 23 marzo 1995 | Uruguay | 101 – 76 | Porto Rico | Polideportivo Islas Malvinas |

| Mar del Plata 23 marzo 1995               | Stati Uniti | 104 – 80 | Messico | Polideportivo Islas Malvinas |
| \| \| \| \| \| Jamerson 17 \| Punti \| \| |             |          |         |                              |
|                                           |             |          |         |                              |
| Jamerson 17                               | Punti       |          |         |                              |

| Mar del Plata 23 marzo 1995 | Argentina | 95 – 75 | Brasile | Polideportivo Islas Malvinas |

## Seconda fase
|  | Semifinali  | Semifinali  | Semifinali  |             |           | Finale 1º posto | Finale 1º posto | Finale 1º posto |  |
|  |             |             |             |             |           |                 |                 |                 |  |
|  | Argentina   | Argentina   | 90          |             |           |                 |                 |                 |  |
|  | Argentina   | Argentina   | 90          |             |           |                 |                 |                 |  |
|  | Uruguay     | Uruguay     | 74          |             |           |                 |                 |                 |  |
|  | Uruguay     | Uruguay     | 74          |             | Argentina | Argentina       | 90              |                 |  |
|  |             |             |             |             | Argentina | Argentina       | 90              |                 |  |
|  |             |             | Stati Uniti | Stati Uniti | 86        |                 |                 |                 |  |
|  | Brasile     | Brasile     | Stati Uniti | Stati Uniti | 86        | 85              |                 |                 |  |
|  | Brasile     | Brasile     |             |             |           | 85              |                 |                 |  |
|  | Stati Uniti | Stati Uniti | 89          |             |           | Finale 3º posto | Finale 3º posto | Finale 3º posto |  |
|  | Stati Uniti | Stati Uniti | 89          |             |           |                 |                 |                 |  |
|  |             |             |             |             |           |                 |                 |                 |  |
|  |             |             |             |             |           | Uruguay         | Uruguay         | 85              |  |
|  |             |             |             |             |           | Uruguay         | Uruguay         | 85              |  |
|  |             |             |             |             |           | Brasile         | Brasile         | 98              |  |

### Semifinali
| Mar del Plata 24 marzo 1995 | Argentina | 90 – 74 | Uruguay | Polideportivo Islas Malvinas |

| Mar del Plata 24 marzo 1995               | Stati Uniti | 89 – 85 | Brasile | Polideportivo Islas Malvinas |
| \| \| \| \| \| Robinson 22 \| Punti \| \| |             |         |         |                              |
|                                           |             |         |         |                              |
| Robinson 22                               | Punti       |         |         |                              |

### Finale 5º - 6º posto
| Mar del Plata 1995 | Messico | 89 – 80 | Porto Rico | Polideportivo Islas Malvinas |

### Finale 3º - 4º posto
| Mar del Plata 25 marzo 1995 | Brasile | 98 – 85 | Uruguay | Polideportivo Islas Malvinas |

### Finale 1º - 2º posto
| Mar del Plata 25 marzo 1995                        | Argentina | 90 – 86 (60-51) | Stati Uniti | Polideportivo Islas Malvinas (9.000 spett.) |
| \| \| \| \| \| Espil 22 \| Punti \| 18 Robinson \| |           |                 |             |                                             |
|                                                    |           |                 |             |                                             |
| Espil 22                                           | Punti     | 18 Robinson     |             |                                             |

## Classifica finale
| Pos. | Squadra     | Formazione |
| ---- | ----------- | --- |
|      | Argentina   | Argentina4 Cocha, 5 Aragona, 6 Villar, 7 de la Fuente, 8 Maggi, 9 Milanesio, 10 Espil, 11 Osella, 12 Oberto, 13 Racca, 14 Pérez, 15 Wolkowyski, All. Guillermo Vecchio     |
|      | Stati Uniti | Stati Uniti4 Weems, 5 Wynder, 6 Gay, 7 Thomas, 8 Robinson, 9 Davis, 10 Jamerson, 11 Lewis, 12 Martin, 13 White, 14 Williams, 15 Paddock, All. Mike Thibault                |
|      | Brasile     | Brasile4 Chuí, 5 João Batista, 6 Luiz Felipe, 7 Gema, 8 Rolando, 9 Demétrius, 10 Alberto, 11 Fernando Minucci, 12 Josuel, 13 Janjão, 14 Rogério, 15 Luisão, All. Ary Vidal |
| 4.   | Uruguay     | Uruguay4 Laborda, 5 Garcín, 6 Pierri, 7 Caneiro, 8 Mayor, 9 Moglia, 10 Capalbo, 11 Granger, 12 Szczygielski, 13 Silveira, 14 Bouzout, 15 Losada, All. Víctor Hugo Berardi  |
| 5.   | Messico     | Messico4 Castellanos, 5 Reyes, 6 A. Martínez, 7 Chávez, 8 González, 9 Loera, 10 Mariscal, 11 Aguirre, 12 H. Martínez, 13 Arroyos, 14 Robles, 15 Montes, All. Fernando Wong |
| 6.   | Porto Rico  | Porto Rico4 Murray, 5 Casiano, 6 Borges, 7 R. Colón, 8 Mincy, 9 Carter, 10 J. Colón, 11 Vega, 12 Allende, 13 de León, 14 Dalmau, 15 Pérez, All. Carlos Morales             |